# Loren Cameron
Pour les articles homonymes, voir Cameron.
Loren Rex Cameron (né le 13 mars 1959 à Pasadena et mort le 18 novembre 2022 à Berkeley) est un photographe, auteur et militant trans américain. Son travail inclut les portraits et autoportraits de corps lesbiens et trans, habillés et nus. The Advocate, après un rapide examen du travail de Cameron, a dit qu'il méritait « des éloges non seulement pour la qualité de ses images en noir et blanc, mais aussi pour leur sensibilité. »

## Biographie
Loren Rex Cameron est né à Pasadena (Californie) le 13 mars 1959,. Il a déménagé vers l'Arkansas en 1969 après la mort de sa mère, où il vivait en se décrivant comme tomboy à la ferme de son père. À partir de 16 ans, Cameron s'est identifié à la fois socialement et sexuellement comme lesbienne et a rencontré de l'hostilité homophobe dans la petite ville où il vivait. Dans le même temps, Cameron a abandonné l'école et a quitté son domicile pour voyager à travers le pays à la recherche d'emplois dans le bâtiment. En 1979, il a déménagé dans la région de la baie de San Francisco où il s'est identifié à la communauté lesbienne jusqu'à l'âge de vingt-six ans, quand il a éprouvé des difficultés avec son corps de femme dans lequel il est né. L'intérêt de Cameron pour la photographie a coïncidé avec le début de ses changements physiques, ainsi il a documenté sa propre transition de FtM à cette époque. Malgré son manque de formation, à partir de 1993, Cameron a étudié les rudiments de la photographie et a commencé à photographier avec compassion la communauté trans. Depuis 1994, il a donné des conférences sur son travail dans les universités, les conférences éducatives et les instituts d'art. En 1995, les photographies de Cameron ont été montrées dans des expositions personnelles à San Francisco, Minneapolis, et Los Angeles.

## Travaux
Les écrits et les photographies de Cameron ont d'abord été publiés par Cleis Press en 1996. Body Alchemy: Transsexual Portraits, documente le propre parcours personnel de transition de Cameron de female-to-male, sa vie en tant qu'homme,
et la vie quotidienne des hommes trans qu'il connaît. Body Alchemy a reçu de nombreuses critiques positives et a remporté un double prix Lambda Literary en 1996. Ça reste son œuvre la plus connue à ce jour, mais il a depuis publié d'autres œuvres photographiques.
Les images de Cameron ont été exposées à San Francisco, Los Angeles, Minneapolis, à Santiago du Chili, Buenos Aires, São Paulo, et à Mexico. Elles ont été publiés dans de nombreux ouvrages tels queTransgender Warriors (Leslie Feinberg, 1996) et Constructing Masculinity: Discussions in Contemporary Culture (Routledge, 1995),
ainsi que dans divers magazines[source insuffisante].
Il a également posé pour les photographes tels que Daniel Nicoletta, Amy Arbus, et Howard Shatz.
Les conférences de Cameron se sont tenues aux États-Unis, notamment au Smith College, Harvard, Cornell, Brown, l'université de Californie à Berkeley, Penn State, et l'École de l'Institut d'art de Chicago. En mai 2008, Cameron a présenté son travail au palais de Tokyo à Paris. À la télévision, il a été présenté sur la chaîne Discovery Health Channel avec le thème LGBT Sex Change: Him to Her, sur la chaîne National Geographic Channel dans la série "Tabou" Sexual Identity. Il a aussi été interviewé dans le magazine The New Yorker,. Les photographiques documentant les vies et les corps des hommes et des femmes trans offrent une image positive et belle des personnes trans. Ses premières œuvres publiées (Body Alchemy and Man Tool: The Nuts and Bolts of Female-to-Male Surgery) 
se compose en grande partie d'auto-portraits, de modifications corporelles des FTM, et des portraits d'autres hommes trans. Des travaux publiés plus récemment exposent une représentation diversifiée et sans précédent de femmes et d'hommes trans, de portraits et de nus classiques (Body Photographs by Loren Cameron Volume 1 and 2, et Cameron Correspondence 1997-2003, Taller Experimental Cuerpos Pintados 2003).
Un projet photographique actuel se concentre sur la sexualité des hommes trans gay.
Cameron meurt le 18 novembre 2022 à Berkeley en Californie à l'âge de 63 ans,.

## Prix, honneurs, et reconnaissances
- Prix Lambda Literary, 1996[réf. nécessaire]
- Prix Lambda Literary, Inaugural Transgender Category, 1997[réf. nécessaire]
- Prix Lambda Literary, Small Press Category, 1997[réf. nécessaire]
- Prix Lambda Literary Nominee, Best Photography Category, 1997[réf. nécessaire]
- Inaugural Pride Award FTM Intl., 1997[réf. nécessaire]

## Production

### Livres
- Body Alchemy: Transsexual Portraits. 1996, Cleis Press.  (ISBN 978-1-57344-062-2).
- Man Tool: The Nuts and Bolts of Female-to-Male Surgery, 2001, Zero eBooks.
- Photographs by Loren Cameron Volume 1. 2003, Taller Experimental Cuerpos Pintados.
- Photographs by Loren Cameron Volume 2. 2003, Taller Experimental Cuerpos Pintados.
- Cameron Correspondence 1997-2001 Volume 3. 2003, Taller Experimental Cuerpos Pintados.

### Films et télévision
Liste non exhaustive :
- The BBC Channel 4 - Television documentary segment about photographer with photos 1995.
- SBTV Brazil - Television news segment profiling artist, with photo usages 1997.
- Globo TV Brazil - Television news segment about artist with photo usages 1997.
- TV Japan - Television news segment profiling artist and photographs 1997.
- You Don’t Know Dick: Courageous Hearts of Transsexual Men - Northern Light Productions (documentary for film and television profiling artist, contracting photographic usages, 1997).
- 60 Minutes - Television news segment about artist’s exhibition/artist in residency at UC Santa Cruz, CA. 1998.
- Boys Don’t Cry - Kimberly Peirce (the feature film lists acknowledgment to Body Alchemy in film credits as Loren Cameron, 1999).
- Sex Files III (Sexual Secrets) - Exploration Production Inc. for Discovery Channel (television documentary profiling Body Alchemy, Man Tool, and image usages, 2002).
- Sex Change: Him to Her - Beyond Productions Inc. for Discovery Health Channel (television documentary profiling artist in segment, photograph usages, 2005).
- Boy I Am - Sam Feder Productions (documentary profiling Body Alchemy, and photo usages, 2006).
- Taboo - « Sexual Identity », Beyond Productions Inc. for National Geographic Channel (documentary profiling artist in segment, including image usages, 2006).

### Sources
Toutes les informations ont été prises de Body Alchemy: Transsexual Portraits et de la section biographique d'Online Alchemy du 11 novembre 2008.